# Chrysotus excisus
Chrysotus excisus är en tvåvingeart som beskrevs av Aldrich 1896. Chrysotus excisus ingår i släktet Chrysotus och familjen styltflugor.
Artens utbredningsområde är New York. Inga underarter finns listade i Catalogue of Life.